# Дренякин, Василий Тимофеевич
Василий Тимофеевич Дренякин (1782—?) — русский военачальник, генерал-майор.
Его братья Максим и Иван — тоже были генерал-майорами и кавалерами ордена Св. Георгия 4-й степени.

## Биография
Родился в 1782 году.
Дата вхождения в военную службу неизвестна.
С 1 июня 1815 года был командиром Крымского пехотного полка в звании подполковника.
Генерал-майор с 1826 года, на военной службе находился по декабрь 1834 года.
Дата и место смерти неизвестны.

### Семья
Василий Дренякин имел два сына и четыре дочери: Дмитрий, Николай, Надежда, Анна, Дарья и Мария.
Сыновья, продолжая традиции рода, несли военную службу:
- майор Дмитрий Дренякин служил в Тверском драгунском полку, принимал участие в Крымской войне 1854—1855 годов, был тяжело ранен. В 1870 году Белгородской земской управой избирался мировым судьёй, в 1871 году — почётным мировым судьёй, в 1874 году — председателем Белгородской земской управы.
- Николай Дренякин — значился капитаном в 1854 году, служил в Бородинском егерском полку.

## Награды
- Награждён орденом Св. Георгия 4-й степени (№ 4921; 3 декабря 1834).
- Также награждён другими орденами Российской империи.